# North Yorkshire
North Yorkshire – hrabstwo ceremonialne w północno-wschodniej Anglii, w regionach Yorkshire and the Humber i North East England, położone nad Morzem Północnym. Hrabstwo zajmuje północną i środkową część historycznego hrabstwa Yorkshire. Do 31 marca 2023 pełniło funkcję hrabstwa administracyjnego (niemetropolitalnego), ze stolicą w Northallerton.
Jest to największe hrabstwo ceremonialne Anglii, zajmujące powierzchnię 8609 km². Liczy 1 089 035 mieszkańców (2016).
Największym miastem hrabstwa jest Middlesbrough. Dwa miasta na terenie North Yorkshire posiadają status city – York oraz Ripon. Innymi większymi miastami są Scarborough, Redcar oraz Thornaby-on-Tees.
Przez zachodnią część hrabstwa przebiega pasmo Gór Pennińskich, natomiast na północnym wschodzie znajdują się wzgórza North York Moors. Środkową i południowo-wschodnią część North Yorkshire zajmują rozległe doliny (Vale of York, Vale of Mowbray, Vale of Pickering). Na terenie hrabstwa znajdują się dwa parki narodowe – North York Moors oraz Yorkshire Dales.
North Yorkshire ma charakter wiejski a istotną rolę w gospodarce hrabstwa odgrywa rolnictwo. Większe ośrodki miejskie skoncentrowane są głównie na północy, przy ujściu rzeki Tees (m.in. Middlesbrough, Redcar, Thornaby-on-Tees) oraz na południu (York).
Na północy North Yorkshire graniczy z hrabstwem Durham, na północnym zachodzie z Kumbrią, na zachodzie z Lancashire, na południowym zachodzie z West Yorkshire, na południu z South Yorkshire a na południowym wschodzie z East Riding of Yorkshire.

## Podział administracyjny
Od 1 kwietnia 2023 North Yorkshire, jako hrabstwo ceremonialne, obejmuje pięć dystryktów typu unitary authority (w tym jeden częściowo):
1. North Yorkshire
2. York
3. Redcar and Cleveland
4. Middlesbrough
5. Stockton-on-Tees (część leżąca na południe od rzeki Tees)

### Do 2023

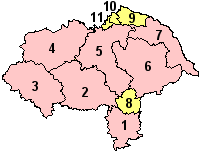
Podział hrabstwa na dystrykty obowiązujący do 31 marca 2023

Do 31 marca 2023 North Yorkshire było hrabstwem niemetropolitalnym, które dzieliło się na siedem dystryktów. Jako hrabstwo ceremonialne North Yorkshire obejmowało dodatkowo cztery jednostki administracyjne typu unitary authority (w tym jedną częściowo):
1. Selby
2. Harrogate
3. Craven
4. Richmondshire
5. Hambleton
6. Ryedale
7. Scarborough
8. York (unitary authority)
9. Redcar and Cleveland (unitary authority)
10. Middlesbrough (unitary authority)
11. Stockton-on-Tees (unitary authority; część leżąca na południe od rzeki Tees)